# Георгиев, Геннадий Фёдорович
Геннадий Фёдорович Георгиев (3 августа 1937 — 13 апреля 2000, Москва) — советский и российский поэт.

## Биография
Служил в армии, окончил заочно Литературный институт им. А.М. Горького.
Работал в музыкальной редакции Всесоюзного радио.
Скончался 13 апреля 2000 года в Москве.

## Творчество
Выпустил несколько поэтических сборников: «Первым по росе», «Притяжение сердца», «Внутри Садового кольца», «На расстоянии дыхания», «Мой добрый старый друг» и более десятка детских книг.
Написанные им песни поют самые известные исполнители: народная артистка СССР Людмила Зыкина, народный артист России и Татарстана Ренат Ибрагимов, народная артистка СССР София Ротару, народный артист СССР Юрий Богатиков, народный артист СССР Иосиф Кобзон, лауреат Международного фестиваля искусств «Фарватер» Михаил Крестовский, народная артистка России Валентина Толкунова, народная артистка России Александра Стрельченко, народная артистка Молдовы Надежда Чепрага, народная артистка России Людмила Рюмина и другие исполнители.
Среди композиторов, которые вместе с Геннадием Георгиевым писали песни, были: народный артист России Евгений Птичкин, народный артист России Михаил Чуев, заслуженный артист России Владимир Газарян, Владимир Дружинин, народный артист России Григорий Пономаренко, заслуженный деятель искусств России Владимир Хвойницкий и многие другие.
В соавторстве с В. Бутенко писал тексты песен для композитора А. Аверкина. На их стихи писали песни разные по своему творческому почерку композиторы, такие, как А. Долуханян, Г. Пономаренко, С. Заславский, Ф. Маслов, Ю. Гурьев, Н. Кутузов и В. Темнов.

«Большинство стихов В. Бутенко и Г. Георгиева народны по своей сути и образности. Они легко поются и запоминаются.»
Ольга Воронец, народная артистка РСФСР  

Занимался также переводами популярных песен с английского, французского, испанского, итальянского и болгарского языков.

### Песни
| Название                       | Автор музыки                  | Исполнители                                 | Примечание                                                                              |
| ------------------------------ | ----------------------------- | ------------------------------------------- | --------------------------------------------------------------------------------------- |
| Стать бы мне рябиною           | Владимир Вовченко             | Валентина Толкунова                         | Наиболее популярная и часто исполняемая вокалистами в XXI веке песня на стихи Георгиева |
| Наше счастье                   | Александр Аверкин             | Алла Пугачева - 1966                        | Стихи: В. Бутенко, Г. Георгиев                                                          |
| А пятая - песня                | Григорий Пономаренко          | ВК «Улыбка»                                 |                                                                                         |
| В пяти шагах                   | Александр Аверкин             | ВК «Улыбка»                                 |                                                                                         |
| Я люблю                        | Бьорн Ульвеус, Бенни Андерсен | Ренат Ибрагимов                             |                                                                                         |
| Южный город мой                | Григорий Пономаренко          | Людмила Зыкина                              |                                                                                         |
| Путники в ночи                 | Берт Кемпферт                 | Ренат Ибрагимов                             | Стихи на английском языке Чарли Синглтона и Эдди Снайдера, перевод Геннадия Георгиева   |
| Ты помнишь                     | Анна Ронелл                   | Ренат Ибрагимов                             |                                                                                         |
| Ты                             | К. Канверс                    | Ренат Ибрагимов                             |                                                                                         |
| Поговори со мной               | Нино Рота                     | Ренат Ибрагимов                             | Слова Ларри Кьюсик, перевод Геннадия Георгиева                                          |
| Снова и снова                  | Берт Кемпферт                 | Ренат Ибрагимов                             | Слова Карл Сигман, Герберт Рейбайн, перевод с английского Геннадия Георгиева            |
| Скажите, девушки               | Родольфо Фальво               | Ренат Ибрагимов                             | Слова Энцо Фуско, перевод с итальянского Геннадия Георгиева                             |
| Свет любви                     | Владимир Газарян              | Ренат Ибрагимов                             |                                                                                         |
| Аюшка                          | Григорий Пономаренко          | Александра Стрельченко                      | Песня «Аюшка» вошла в 1000 лучших песен за десятилетие 1997-2007 гг.                    |
| Разговор с Россией             | Александр Долуханян           | Владимир Трошин                             |                                                                                         |
| Рассветная песня               | Юрий Зацарный                 | Людмила Зыкина                              |                                                                                         |
| Прости меня, Россия            | Владимир Вовченко             | Валентина Толкунова                         |                                                                                         |
| Тёща                           | Владимир Газарян              | Юрий Богатиков                              |                                                                                         |
| Прости, лес                    | Владимир Вовченко             | Валентина Толкунова                         |                                                                                         |
| Подай голосок                  | Виктор Темнов                 | Людмила Николаева и ансамбль "Русская душа" |                                                                                         |
| Офицерские жёны                | Владимир Газарян              | Валентина Толкунова                         |                                                                                         |
| Опавшие листья                 | Жозеф Косма                   | Ренат Ибрагимов                             | Слова Жак Превер, перевод с французского Геннадия Георгиева                             |
| Ночной звонок                  | Владимир Газарян              | Валентина Толкунова и Лев Лещенко           |                                                                                         |
| Моя Россия                     | Владимир Газарян              | Василий Пьянов                              |                                                                                         |
| Моя земля                      | Владлен Махлянкин             | Владимир Трошин                             |                                                                                         |
| Может, случайно, а, может, нет | Николай Кутузов               | Ирина Бржевская                             |                                                                                         |
| Матушка Россия                 | Виктор Темнов                 | Маргарита Кузнецова                         |                                                                                         |
| Мама моя                       | Евгений Щекалёв               | Иван Ильичёв                                |                                                                                         |
| Люби меня, как я тебя          | Григорий Пономаренко          | Ольга Воронец                               |                                                                                         |
| Кукарача                       | Мартинес                      | Ренат Ибрагимов                             | Испанская народная песня, перевод стихов Геннадия Георгиева                             |
| Кабы были златы крылышки       | Николай Кутузов               | Людмила Зыкина                              |                                                                                         |
| Испанские глаза                | Берт Кемпферт                 | Ренат Ибрагимов                             | Стихи Кассия, перевод Геннадия Георгиева                                                |
| Зелена трава                   | Владимир Дружинин             | Валентина Толкунова                         |                                                                                         |
| Если б не было зимы            | Владимир Хвойницкий           | Ольга Воронец                               |                                                                                         |
| Жар-птица                      | Владимир Газарян              | Анна Герман                                 |                                                                                         |
| Дорога в будущее               | Стэн Джонс                    | Ренат Ибрагимов                             | Авторская песня Стэна Джонса, перевод стихов Геннадия Георгиева                         |
| Дилайла                        | Лес Рид                       | Ренат Ибрагимов                             | Стихи Барри Мэйсон, перевод Геннадия Георгиева                                          |
| Дикая сирень                   | Владимир Котлов               | Владимир Трошин                             |                                                                                         |
| Грустинка                      | Александр Аверкин             | ВК "Советская песня"                        | Стихи: В. Бутенко, Г. Георгиев                                                          |
| Верность                       | Евгений Птичкин               | Людмила Зыкина                              |                                                                                         |
| Вальс на всю жизнь             | Евгений Щекалёв               | Валентина Толкунова                         |                                                                                         |
| Авось                          | Виктор Темнов                 | Владимир Девятов                            |                                                                                         |

## Признание, награды
- Песня «Аюшка», написанная Геннадием Георгиевым в содружестве с композитором Григорием Пономаренко и исполненная Александрой Стрельченко, вошла в 1000 лучших песен за десятилетие 1997-2007 гг.[8]
- Является лауреатом премии им. Алексея Фатьянова, а также множества телевизионных фестивалей песни.